# 郎基
郎基，字世业，中山郡新市县（今河北省新乐县南）人，南北朝时期北齐官员、军事人物，阳平郡太守郎道恩的儿子。
郎基长大后身高八尺，胡须十分美观。他广泛涉猎古典文献，擅长处理政务。最初担任奉朝请一职。天保四年（553年），逐步晋升为海西镇将。南朝梁的吴明彻率领军队围攻海西县时，郎基激励军民，坚守了一百多天。当军粮耗尽、兵器也用罄后，他就削木头做箭杆，剪纸当作箭羽。包围解除后回到朝廷，仆射杨愔迎接他时赞叹道：“你原本是文官，却也具备军事谋略。削木剪纸造箭，这是前所未有的事，不亚于公输班和墨翟的发明啊。” 随后对他加以慰劳。之后，郎基被御史中丞毕义云征召，担任侍御史。他不畏权势，弹劾了齐文宣帝的表弟、赵州刺史尉粲，以及杨愔的妹夫、扬州刺史郭元贞等权贵，指控他们有非法聚敛财物的罪行。皇建元年（560年），郎基被任命为郑州长史，兼任颍川郡太守。由于颍川郡西部边境与北周接壤，当地士人中很多人与北周方面有婚姻关系，并且存在私下贸易。如果严格依照刑法处置，会有很多人获罪，因此郎基酌情处理，只要不是应判极刑的，全都予以释放。对于多年积压未决的案件，郎基在几天内就全部审理完毕。不久后，台省公布的判决结果，都与郎基上报的意见一致。后来，郎基在任上去世，被追赠骠骑大将军、和州刺史，谥号惠。他有个儿子叫郎茂。